# Jorge Emilio González Martínez

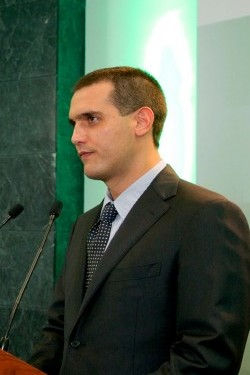
Jorge Emilio González Martínez in 2014

Jorge Emilio González Martínez (Mexico-Stad, 16 april 1972) is een Mexicaans politicus van de Groene Ecologische Partij van Mexico (PVEM).
González Martínez stamt uit een politieke familie; zijn vader Jorge González Torres was oprichter van de PVEM en presidentskandidaat in 1994 en zijn grootvader Emilio Martínez Manatou was gouverneur van Tamaulipas en tweemaal minister. González Martínez studeerde bedrijfsadministratie aan de Universiteit van het Dal van Mexico. Hij sloot zich aan bij de PVEM waarvoor hij van 1994 tot 1997 in de Wetgevende Assemblee van het Federaal District zat en vervolgens werd gekozen tot afgevaardigde. In 2000 werd hij gekozen tot senator, en in 2001 volgde hij zijn vader op als voorzitter van de PVEM.
González Martínez, bijgenaamd 'de groene jongen' (el niño verde) ligt regelmatig onder vuur, vooral wegens de ondemocratische praktijken binnen zijn partij, waarin zijn familie alle touwtjes in handen heeft en kritiek niet op prijs gesteld wordt. In een van de videoschandalen uit 2004 werd hij bovendien gefilmd terwijl hij smeergeld aannam van zakenlieden uit de gemeente Benito Juárez, waaronder Cancún valt en die destijds werd bestuurd door een PVEM-burgemeester. Hijzelf heeft gezegd dat de video bewerkt is en de beelden uit hun context zijn gehaald.
Van 2006 tot 2009 was González Martínez opnieuw afgevaardigde.
In 2011 werd González Martínez beschuldigd van de dood van Galina Tsjankova Tsjaneva, een 25-jarige Bulgaarse vrouw die op 22 april van dat jaar om het leven kwam na een val van een balkon in een appartementencomplex in Cancún. Tsjaneva's lichaam werd vrijwel direct na het incident gecremeerd zonder onderzocht te zijn. Het incident zou hebben plaatsgevonden tijdens een feest, maar González ontkende daar aanwezig te zijn geweest en bovendien het appartement niet te kennen. Later bleek dat González Martínez wel degelijk aanwezig was geweest en dat het appartement zelfs op zijn naam stond. Volgens een juridisch onderzoek dat de lokale autoriteiten zou het gaan om zelfmoord.
González trad in september 2011 af als partijvoorzitter.